# Coscinocera brachyura
Coscinocera brachyura är en fjärilsart som beskrevs av Biedermann 1932. Coscinocera brachyura ingår i släktet Coscinocera och familjen påfågelsspinnare. Inga underarter finns listade i Catalogue of Life.